# Remix OS
 (avril 2017).
Le contenu est difficilement compréhensible vu les erreurs de traduction, qui sont peut-être dues à l'utilisation d'un logiciel de traduction automatique.
 (avril 2017).
Si vous disposez d'ouvrages ou d'articles de référence ou si vous connaissez des sites web de qualité traitant du thème abordé ici, merci de compléter l'article en donnant les références utiles à sa vérifiabilité et en les liant à la section « Notes et références ».
Remix OS est un système d'exploitation pour ordinateurs personnels, basé sur l' architecture ARM et les processeurs, préinstallé sur un certain nombre d’appareils de 1re et de 3e partie. Remix OS pour PC permet aux utilisateurs d'exécuter des applications Android sur n'importe quel PC compatible Intel,.
En janvier 2016, Jide a annoncé une version Bêta de son système d'exploitation appelé Remix OS pour PC. La version bêta de Remix OS pour PC offre l'installation d'un disque dur, la prise en charge du 32 bits, la prise en charge UEFI et les mises à jour OTA. Sauf pour le logiciel Libre sous licence disponible sur Github. Contrairement à Android-x86, le code source de Remix OS n'est pas à la disposition du public,,.
Google Mobile Services (GMS) ont été retirés du Remix Mini, après la mise à jour 2.0.307 de Remix OS. Jide a "prétendu vouloir assurer une expérience Android cohérente pour tous les appareils". Plus tard, certains commentaires suggérèrent qu'il y avait un problème de compatibilité avec certaines applications car Google n'avait pas demandé que les GMS ne soient chargés.

## Historiques des versions
L'historique des versions du système d'exploitation Remix OS est subdivisée en 3 catégories générales. Remix OS pour PC, Remix OS ultra portable et Remix OS pour Remix Mini.
Remix OS pour PC :
| Version | Date de sortie     |
| ------- | ------------------ |
| 3.0.207 | 25 novembre 2016   |
| 3.0.206 | 12 octobre 2016    |
| 3.0.203 | 1er septembre 2016 |
| 3.0.102 | 2 août 2016        |
| 3.0.101 | 26 juillet 2016    |
| 2.0.403 | 15 juillet 2016    |
| 2.0.402 | 5 juillet 2016     |
| 2.0.205 | 26 avril 2016      |
| 2.0.202 | 31 mars 2016       |
| 2.0.102 | 2 février 2016     |
| 2.0.100 | 25 janvier 2016    |

Remix pour ultra portable :
| Version | Date de sortie |
| ------- | -------------- |
| 2.0.303 | Inconnu        |
| 2.0     | Inconnu        |

Remix Mini :
| Version     | Date de sortie    |
| ----------- | ----------------- |
| 2.0.626     | 11 novembre 2016  |
| 2.0.621     | 4 novembre 2016   |
| 2.0.611     | 12 octobre 2016   |
| 2.0.604     | 22 septembre 2016 |
| 2.0.510     | 9 août 2016       |
| 2.0.307     | 5 mai 2016        |
| 2.0.206     | 21 avril 2016     |
| 2.0.203     | 17 mars 2016      |
| 2.0.111     | 19 janvier 2016   |
| 2.0.106     | 30 décembre 2015  |
| 2.0.104     | 16 décembre 2015  |
| B2015111701 | 27 novembre 2015  |
| B2015110601 | 18 novembre 2015  |
| B2015110201 | 12 novembre 2015  |

Une tablette Remix Pro 2-en-1 basé sur Remix OS 3.0 a également été annoncé. Cependant, aucune nouvelle fonctionnalité n'a encore été dévoilé.